# Louise de Stolberg-Gedern
Louise Maximilienne Caroline Emmanuelle de Stolberg-Gedern, comtesse d'Albany, née le 20 septembre 1752 à Mons et morte le 29 janvier 1824, est un membre de la maison de Stolberg. Elle épousa à l'âge de 18 ans en 1772 le prétendant au trône de Grande-Bretagne, Charles Édouard Stuart, qui en avait 52, vivait en exil où il était connu sous le titre de comte d'Albany. 

## Biographie
Petite-fille du prince régnant Frédéric-Charles de Stolberg-Gedern et de la princesse née Louise-Henriette de Nassau-Sarrebruck, elle est l'aînée des trois filles du prince héritier Gustave-Adolphe de Stolberg-Gedern et de la princesse née Élisabeth-Philippine de Hornes. Son père meurt en 1757 alors qu'elle n'a pas cinq ans. Son oncle Christian-Charles, devenu prince héritier, meurt en 1764, faisant de son fils de trois ans l'héritier de sa Maison. Son grand-père meurt en 1767 et le prince Charles-Henri, cousin germain de la princesse Louise âgé de six ans, ceint la couronne. La mère du jeune souverain, née princesse Éleonore Reuss zu Lobenstein, assume la régence.
Soutenu par le roi Louis XV qui souhaite la pérennité de la maison Stuart, maison rivale des Hanovre, le prince Charles Édouard Stuart, petit-fils du roi Jacques II détrôné en 1689 et prétendant au trône britannique, arrivant à l'âge de la vieillesse et désirant engendrer un héritier, cherche une épouse.  La princesse Caroline de Stolberg-Gedern, qui a épousé en 1771 le 4e duc de Berwick, descendant d'un fils légitimé du roi Jacques II, propose sa sœur aînée, la princesse Louise, âgée de 19 ans. À cette époque, elle est chanoinesse au chapitre de sainte Waudru à Mons, en Hainaut, aujourd'hui en Belgique, à l'époque dans les Pays-Bas autrichiens.
Le mariage par procuration est célébré à Paris le 24 mars 1772 et en personne le 14 avril à Macerata, bourgade des États pontificaux où vit le prétendant sous la protection du pape Clément XIV. L'union fut très rapidement malheureuse. Le couple s'installa à Florence mais aucun héritier ne put être conçu. Humilié par ses échecs, envisageant l'extinction de sa Maison, le prince avait sombré dans l'alcool. 
Sa jeune épouse le quitta après huit années de vie commune en 1780. Elle vécut ensuite avec Vittorio Alfieri, à qui sa beauté et son esprit avaient inspiré la plus vive passion, et qu'elle épousa, dit-on, secrètement après la mort du comte d'Albany survenue en 1788. Alfieri étant mort en 1803, la comtesse se retira à Florence, où elle se lia avec le peintre François-Xavier Fabre. Elle mourut dans cette ville en 1824.
Le prince Charles-Henri était mort sans descendance en 1804, mettant un terme à la maison souveraine de Stoberg-Gedern. La mère de la princesse mourut en 1826. 

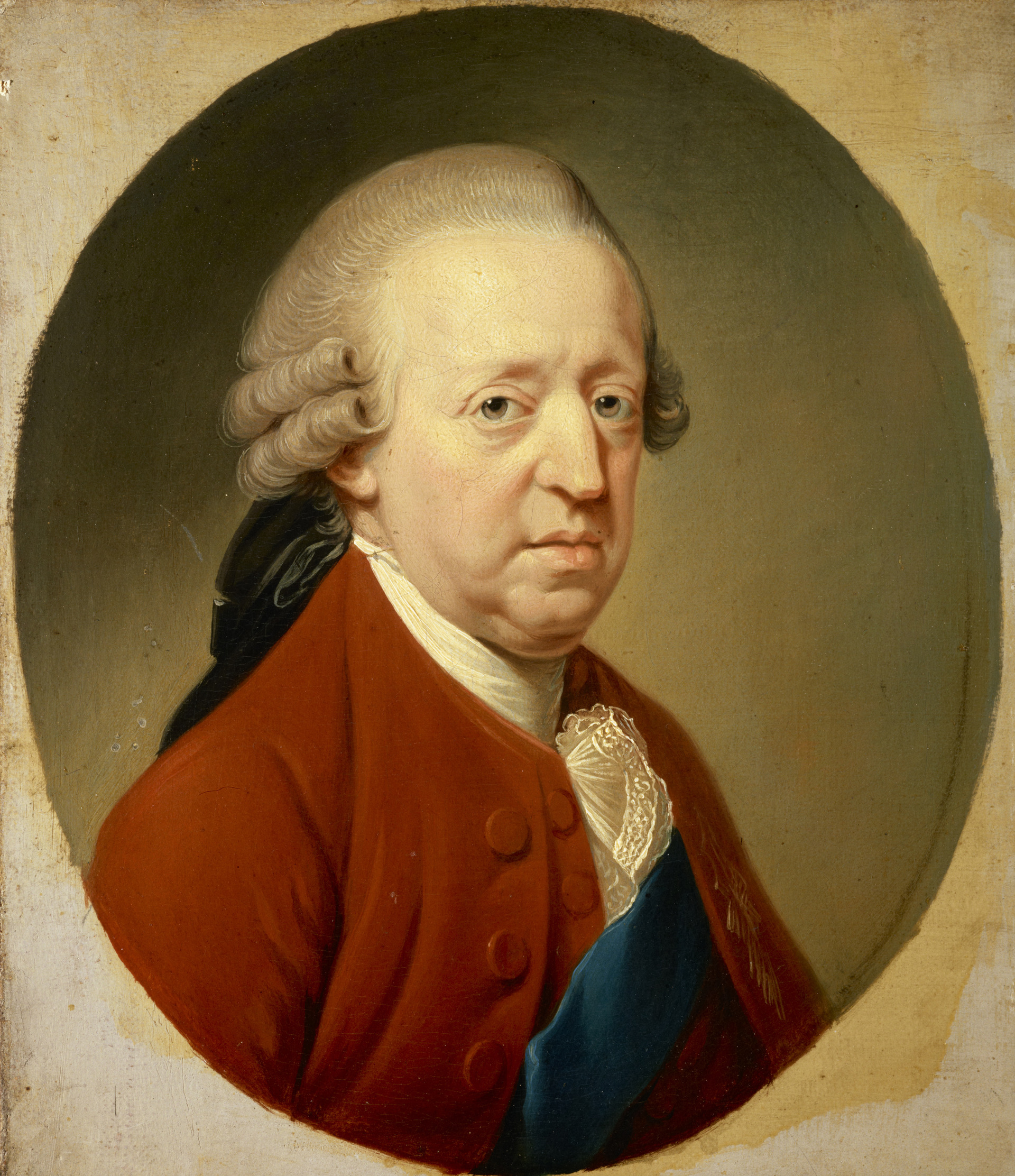
Charles Édouard Stuart, comte d'Albany en 1775 (H.D. Hamilton).
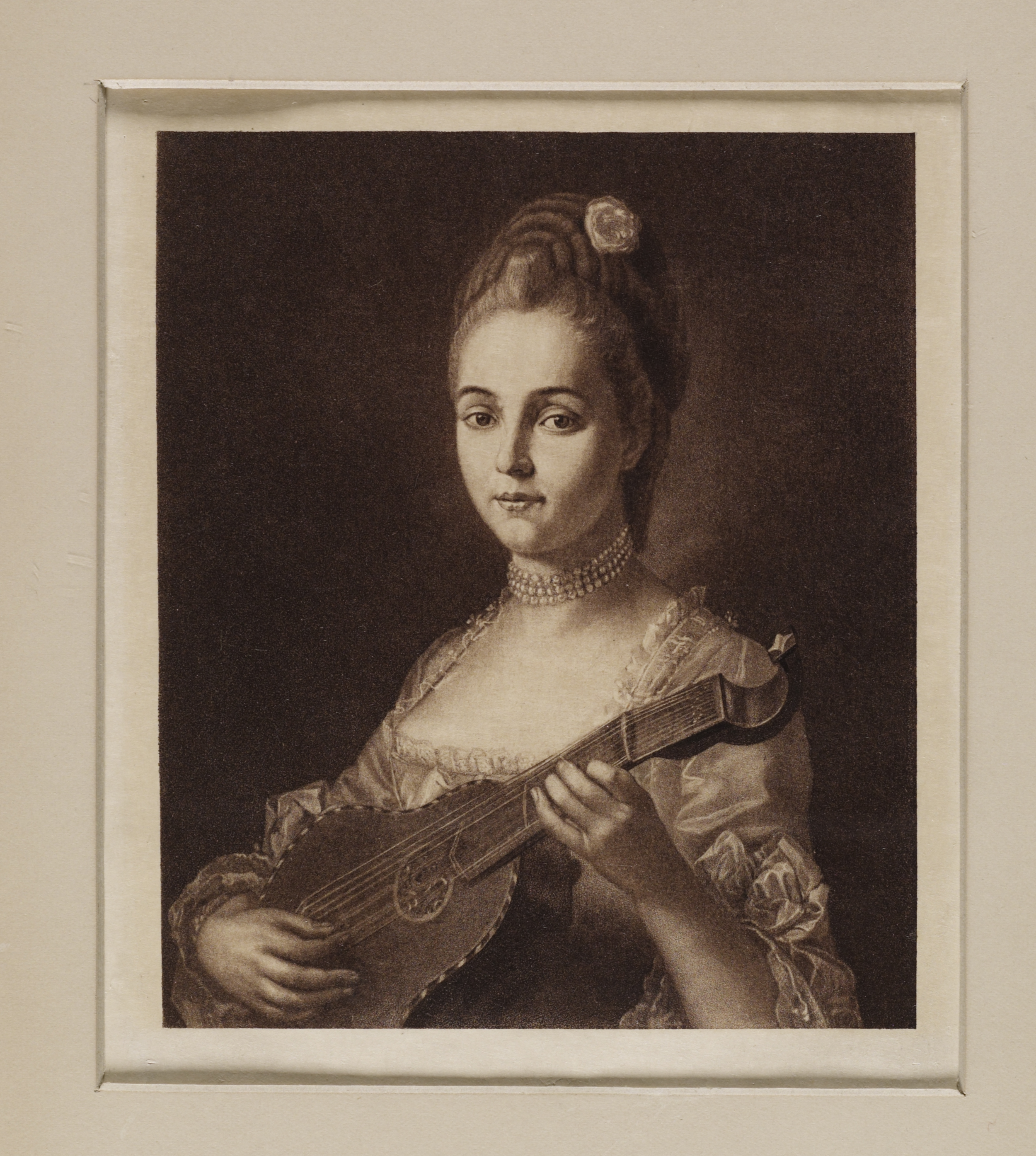
La princesse Louise à l'époque de son mariage.
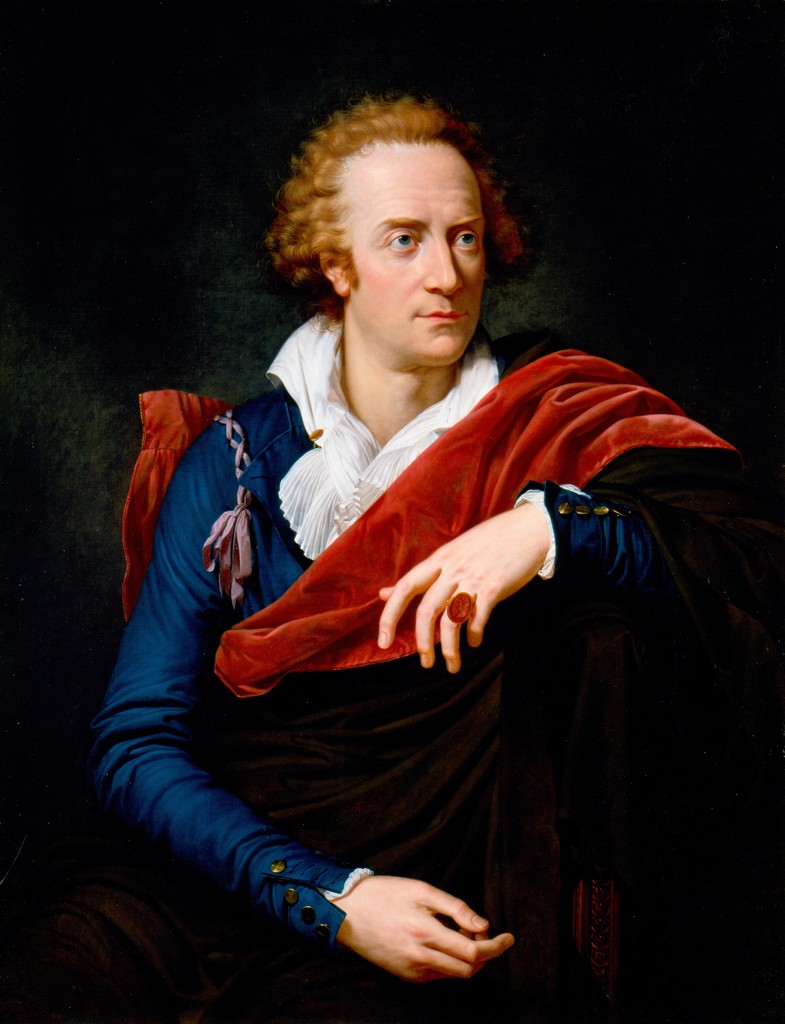
Vittorio Alfieri en 1794 (F.X. Fabre).
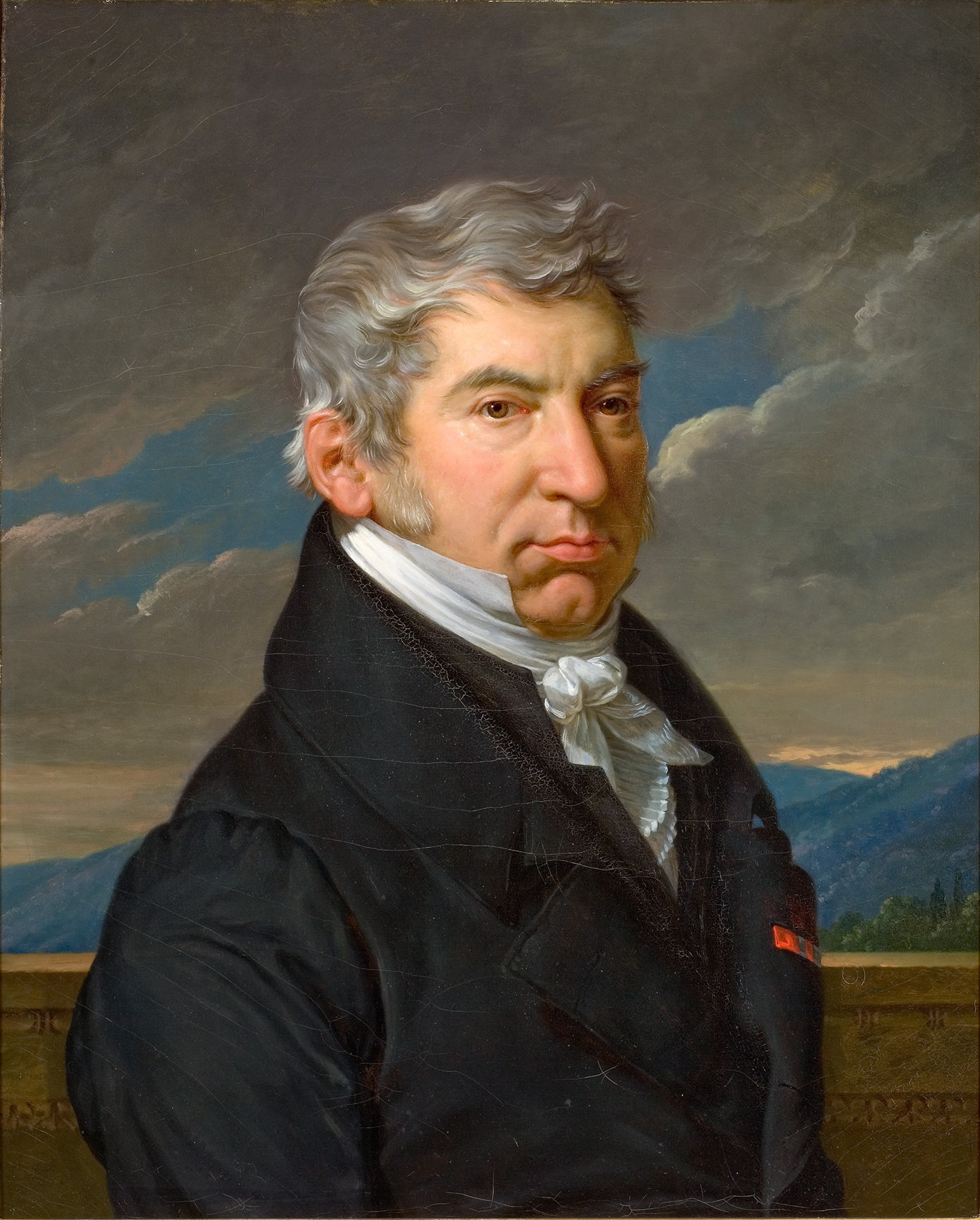
François-Xavier Fabre en 1835 (autoportrait).